# ساندي (اسم)
ساندي (بالإنجليزية: Sandy)‏ هو اسم علم شخصي لكلا الجنسين، هذا هو تدليع لإسم ألكسندر و ساندرا ومعناه اليوناني المتألق أو المتوهج.

## الشخصيات
- ساندي باول مصممة أزياء إنجليزية
- ساندي مغنية وممثلة مصرية
- ساندي بيترسن مصمم ألعاب فيديو أمريكي
- ساندي بيرغر سياسي ومحامي أمريكي
- ساندي برونديلو لاعبة كرة سلة أسترالية
- ساندي بايلوت لاعب كرة قدم فرنسي
- ساندي تشبولار لاعب كرة سلة سلوفيني
- ساندي جوموليا لاعبة كرة مضرب إندونيسية
- ساندي سالفاسيون لاعب كرة سلة فلبيني
- ساندي فيرغسون ملاكمة كندية
- ساندي كاسار متسابق دراجات هوائية فرنسي
- ساندي كلير متسابقة دراجات هوائية فرنسية
- ساندي كولينز لاعبة كرة مضرب أمريكية
- ساندي لانيلا لاعبة كرة قدم إيطالية
- ساندي ماير لاعب كرة مضرب أمريكي
- ساندي ويلش كاتبة بريطانية

### شخصيات خيالية
- ساندي بل
- ساندي أمور إحدى شخصيات مسلسل سبونج بوب